# Serce na dłoni
Serce na dłoni – polska czarna komedia z 2008 roku w reżyserii Krzysztofa Zanussiego
Zdjęcia do filmu powstały od 4 marca do 9 kwietnia 2008.

## Opis fabuły
Stefan, młody człowiek w poczuciu życiowej klęski, próbuje targnąć się na swoje życie. Konstanty, multimilioner, poszukuje serca do przeszczepu. Spotykają się przypadkiem w szpitalu i od tej chwili Konstanty stara się podtrzymać samobójcze zamiary Stefana, ponieważ jest on dla niego pasującym dawcą i w ten sposób szansą na uratowanie życia.

## Obsada
- Bohdan Stupka − Konstanty
- Marek Kudełko(inne języki) − Stefan
- Szymon Bobrowski − Angelo
- Maciej Zakościelny − sekretarz
- Borys Szyc − prawnik
- Agnieszka Dygant − psychiatra
- Nina Andrycz − matka Konstantego
- Stanisława Celińska − była żona Konstantego
- Dorota Rabczewska − piosenkarka
- Marta Żmuda Trzebiatowska − Małgorzata
- Magdalena Gnatowska − bezdomna
- Jakub Kotyński − bankowiec
- Magdalena Warzecha − asystentka
- Krzysztof Kowalewski − chirurg